# Jorge Baeza Correa

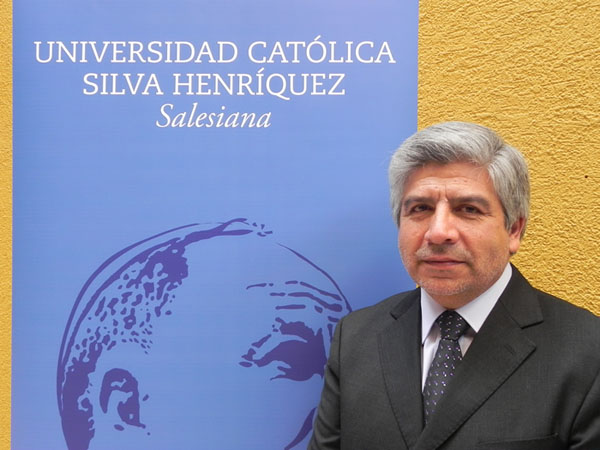

Jorge Benedicto Baeza Correa (Valparaíso, 14 de agosto de 1955) es un sociólogo, académico e investigador chileno que trabaja en el Centro de Investigación en Ciencias Sociales y Juventud (ex CEJU Centro de Estudios en Juventud) de la Universidad Católica Silva Henríquez.

## Biografía
Baeza Correa nació en Valparaíso, el 14 de agosto de 1955, hijo de Guillermo Baeza Toro y Elba Correa Espinoza, el tercero de cuatro hermanos, Guillermo, Juan y Ricardo Baeza Correa. Casado con Beatriz Reyes Cartes y padre de Ignacio, Francisca y Catalina Baeza Reyes.

### Estudios
Estudió sociología obteniendo el título de sociólogo y el grado de Licenciado en Sociología de la Universidad de Chile en 1984, además es Licenciado en Ciencias del Desarrollo del Instituto Latinoamericano de Doctrina y Estudios Sociales (ILADES) en conjunto con la Universidad Católica de Lovaina, en 1995 obtuvo un Magíster en Sociología y en el 2000 un doctorado en Ciencias de la Educación de la Pontificia Universidad Católica de Chile. Posee además, un Postdoctorado en Ciencias Sociales Niñez y Juventud de la Red de Postgrado del Consejo Latinoamericano de Ciencias Sociales (CLACSO).

### Carrera académica y rectoría
Tras 26 años como académico del Departamento de Sociología y de los Programas de Magíster en Educación y Magíster en Intervención Social de la Universidad Católica Silva Henríquez, el 2 de noviembre de 2011 asumió como rector de esta casa de estudios por un período de dos años. El año 2014 inicia un segundo período como rector por cuatro años, hasta diciembre del 2017.

### Trabajos académicos

#### Investigaciones últimas
- Migrantes en Escuelas Católicas en contexto de vulnerabilidad: propuesta de modelo educativo para su inclusión. Investigador Principal; proyecto de trabajo conjunto con investigadores/as de la Pontificia Universidad Católica de Chile, Universidad Católica del Norte y Universidad Católica Silva Henríquez, financiado por la Fundación Pontificia Gravissimum Educationis, Vaticano. 2019 – 2021.
- Jóvenes inmigrantes: Religión y Patrimonio Cultural. Investigador Principal. Proyecto de trabajo conjunto con investigadora de la Pontificia Universidad Católica de Chile; financiado por Concurso de Proyectos Interinstitucionales, de la Dirección de Investigación y Postgrado de la Universidad Católica Silva Henríquez. Desde enero a diciembre de 2019.
- Los jóvenes y sus elecciones. Encuesta a nivel Mundial. Co- Investigador. Proyecto financiado por la Fundación Pontificia Gravissimum Educationis, Vaticano. Actualmente en curso Parte dos: interpretaciones (Parte uno: descripciones, publicada). 2018 – 2019.
- Ejes transversales en los escritos del Cardenal Silva Henríquez. Investigador principal. Investigación Documental, proyecto financiado por la Fundación Cardenal Silva Henríquez, 2018.
- Patrones de Consumo de Alcohol en América Latina, caso de Chile. Proyecto de Facultad Latinoamericana de Ciencias Sociales (FLACSO) Costa Rica. Investigador principal para el estudio cualitativo de Chile; 2015.
- Clima escolar y gestión del conocimiento en la educación secundaria. Hacia una política de calidad pedagógica para la institución educativa en Chile. Proyecto FONDECYT Regular 2013 N.º 1130449. Coinvestigador (2013-2015).
- Las culturas de los jóvenes en la universidad católica: desafíos a las prácticas pedagógicas. Proyecto de una muestra mundial de la Federación Internacional de Universidades Católicas (2011-2014). Integrante del Comité Científico.
- Vinculaciones entre la construcción y reconstrucción de la confianza y la cohesión social, en jóvenes estudiantes de educación secundaria: lineamientos para fortalecer la democracia. Proyecto FONDECYT Regular 2010 N.º 1100649. Investigador Responsable (2010-2012).
- Cambios Socioculturales y Juventud Chilena. Programa de Investigación 2008-2012 financiada por la Universidad Católica Silva Henríquez. Investigador Responsable.
- Familia fragilizadas en contextos latinoamericanos. Investigación en conjunto con seis universidades latinoamericanas, coordinada por la Federación Internacional de Universidades Católicas, (FIUC). Financiamiento 2009, 2010 y 2012. Investigador Responsable del Proyecto de Chile.
- Cultura juvenil y producción valórica en estudiantes de educación secundaria y de educación superior. Investigación financiada por FONDECYT Proyecto N.º 1070105. Co-Investigador. Años 2007-2008.
- Juventud y nuevas prácticas políticas en América Latina: el caso de Chile. Investigación del Grupo de Trabajo en Juventud del Consejo Latinoamericano de Ciencias sociales (CLACSO). Co-Investigador. Primera parte 2008-2010.
- Uso / abuso de drogas, trayectoria y prevención, en jóvenes de contexto vulnerable. Investigación financiada por la Federación Internacional de Universidades Católicas (FIUC). Investigador Responsable (trabajo en coordinación con 10 universidades del mundo). Financiamiento para tres años, 2005, 2006, 2007 y 2008.
- Emergencia de nuevos valores en la juventud chilena actual. Proyecto patrocinado por UNESCO. Investigador Responsable, 2006.
- Operacionalización de Estándares de Desempeño. Investigador Responsable. Financiado por Universidad Católica Cardenal Raúl Silva Henríquez con fondos del Programa de Fortalecimiento de la Formación Inicial Docente de la (MINEDUC), 2003-2004.

#### Libros impresos con Comité Editorial últimos años
- Young People’s Reality. Educational Challenges. Texto de la Colección editorial "Fari educativi" de la Fondazione Pontificia Gravissimum Educationis del Vaticano. Texto elaborado con Rosa Aparicio Gómez y editado por Librería Editrice, Vaticano 2020. ISBN 978-88-266-0393-3
- Los jóvenes y sus elecciones. Texto publicado por la Fondazione Pontificia Gravissimum Educationis del Vaticano, junto a Rosa Aparicio, como insumo para Sínodo de la juventud (encuesta a 17.000 jóvenes). Primera parte: descripción. Septiembre 2018. Versión en italiano, inglés y español.
- Construcción y reconstrucción de la confianza en jóvenes chilenos. Desafíos a la cohesión social y a la democracia. Libro publicado por Editorial Universidad Católica Silva Henríquez, 2014, Santiago de Chile. Autor junto a Luis Flores González y Mario Sandoval Manríquez. ISBN 978-956-341-017-4.
- Las culturas de los jóvenes en las universidades católicas: Un estado mundial. Libro publicado por el Centro Coordinador de la Investigación de las Federación Internacional de Universidades Católicas (CCI - FIUC), 2014, Francia. Integrante del Comité Científico a cargo del estudio. Texto editado en español, francés e inglés. ISBN 2-911048-54-7
- Familias Fragilizadas en Chile: Propuestas para las políticas públicas y la formación de profesionales. Libro publicado por Editorial Universidad Católica Silva Henríquez, 2013, Santiago de Chile. Autor junto a Paz Donoso y Paola Rojas. ISBN 978-956-431-012-9. En: http://biblioteca-digital.ucsh.cl/greenstone/collect/libros/index/assoc/HASH8358.dir/familias.pdf Archivado el 4 de marzo de 2016 en Wayback Machine.
- Jóvenes de sectores vulnerables y drogas: igual realidad pero desigual vinculación. Libro publicado por Editorial Universidad Católica Silva Henríquez, 2009, Santiago de Chile. Autor junto a M. Sandoval, H. Herrara y L. Reyes. ISBN 978-956-7947-81-2.
- Estándares de Desempeño Docente. Sistematización de contenidos para su operacionalización.Libro publicado por Editorial Universidad Católica Silva Henríquez, 2006, Santiago de Chile. Autor junto a Manuel Pérez Pasten y Luís Reyes Ochoa. ISBN 956-7947-40-6.

#### Libros editados
- Drogas en América Latina: estado del arte en estudios de toxicomanía en Argentina, Brasil, Colombia, Chile y Ecuador. Libro publicado como Editor. Publicación de la Federación Internacional de Universidades Católicas, a través de ediciones UCSH, Santiago, Chile, 2008. Editor del libro. ISBN 978-956-7947-76-8. En: http://biblioteca-digital.ucsh.cl/greenstone/collect/libros/index/assoc/HASHa6fc.dir/drogas.pdf Archivado el 22 de febrero de 2016 en Wayback Machine.

#### Capítulos de libro
- BAEZA, J. (2019) Ser joven hoy: un difícil desafío al individualismo y la desconfianza. Capítulo de libro en: Arnaiz, José María y otros Una vida consagrada joven y para los jóvenes. Ed. San Pablo, Santiago, Chile; ISBN N°978-956-256-608-7. Capítulo II pp. 47 - 66
- BAEZA, J. (2019) Desde una educación secundaria selectiva para la juventud, a una educación secundaria masiva con las y los jóvenes: investigaciones recientes centradas en estudiantes. Capítulo de libro electrónico, compilado por Néstor López: Desafíos de la Educación Secundaria en América Latina. https://unesdoc.unesco.org/ark:/48223/pf0000370509.locale=es Editado por UNESCO – IIPE Francia; pp. 93 – 122.
- BAEZA, J (2019) Las Instituciones Salesianas de Educación Superior (IUS) en el contexto latinoamericano. Capítulo de libro, editado por P. Marcelo Farfán, sdb. Coordinador Mundial Instituciones Universitarias Salesianas (IUS). Carisma Salesiano y Educación Superior. Editado por Ediciones Universitaria Abya-Yala, Quito Ecuador; pp. 223 -265. ISBN: 978-9978-10-359-3. Existe el mismo libro y capítulo en inglés ISBN: 978-9978-10-360-9 y se está editando en portugués.
- BAEZA, J. (2016) Temas a investigar sobre juventud en los contextos actuales. Capítulo del libro compilado por Nelson Rodríguez Estudios en Juventud. Editado por Ediciones Universidad Católica Silva Henríquez, Colección Cátedra Don Bosco. Santiago, Chile; pp. 9-21. ISBN 978-956-341-044-0.
- BAEZA, J y ABRIGO, C. (2015) Educar para la fe en el contexto de la realidad juvenil de hoy. Capítulo del libro editado por Patricia Imbarack Educación católica en Chile: perspectivas, aportes y tensiones. Editado por el Centro de Estudios de Políticas y Prácticas en Educación (CEPPE) y de Ediciones UC como parte de la Colección Estudios en Educación. Santiago, Chile; pp. 391-414. ISBN 978-956-14-1624-6
- BAEZA, J. (2014) La confianza: un eslabón necesario entre el clima escolar y el logro de una mayor democracia. Capítulo del Libro editado por Fernanda Saforcada y Héctor Fabio Ospina: Emergencias educativas, ciudadanas y democráticas en Chile y Colombia. Edición conjunta de CLACSO Argentina, COLEF México, Universidad de Manizales y CINDE Colombia; pp. 19-53. ISBN 978-987-722-044-5 (Argentina) e ISBN 978-607-479-154-9 (México). En: http://biblioteca.clacso.edu.ar/clacso/se/20150427115234/EmergenaciasEducativas.pdf
- BAEZA, J. (2014) Un nuevo modelo para la solidaridad social: confianza en los otros. Capítulo del Libro Electrónico editado por Fernando M. Vidal & François Mabille: A New Social Thought for a New Social Model: Looking for Alternatives. II International Conference, Bangalore 2014, FIUC-IFCU Social Sciences Edition de International Federation of Catholic Universities; pp. 8-13. ISBN 2-911048-69-5. En: https://web.archive.org/web/20160304111316/http://ceju.ucsh.cl/9.pdf
- BAEZA, J. (2012) Algunas consideraciones a las investigaciones y contribuciones a las políticas públicas sobre desplazados. Capítulo de conclusiones del libro: Comprender los desplazamientos de población. Miradas plurales desde la Universidad. Coloquio Internacional Asia- América Latina; Editorial CCI-FIUC (Francia) / U Santo Tomas (Colombia), pp. 325-348. ISBN 2-911048-52-0.
- BAEZA, J. y SANDOVAL, M (2011) Nuevas prácticas políticas de los jóvenes chilenos: entre un pasado nostálgico y un futuro incierto. En Zarzuri, Raúl (compilador) Jóvenes, participación y construcción de nuevas ciudadanías. Ed Centro de Estudios Socio-Culturales (CESC), Santiago, Chile; pp. 223-247. ISBN 978-956-9115-00-4. En: http://cesc.cl/cesc/wp-content/uploads/2014/04/JOVENES-PARTICIPACION-Y-CONSTRUCCION-DE-NUEVAS-CIUDADANIAS.pdf (enlace roto disponible en Internet Archive; véase el historial, la primera versión y la última).
- BAEZA, J y SANDOVAL, M. (2009) Nuevas Prácticas Políticas en Jóvenes de Chile: Conocimientos acumulados 2000-2008. Capítulo del libro: Jóvenes, cultura y política en América Latina. Ed. CLACSO Homo Sapiens, Buenos Aires, Argentina, año 2010; pp. 263-292. ISBN 978-950-808-623-5. En: http://biblioteca.clacso.edu.ar/clacso/gt/20120319025640/joven.pdf
- BAEZA, J., HERRERA, M. y SANDOVAL, M. (2008) Jóvenes y uso/abuso de drogas en el caso de Chile. Estudios 1994-2006. Capítulo del libro de Jorge Baeza Correa (editor): Drogas en América Latina: estado del arte en estudios de toxicomanía en Argentina, Brasil, Colombia, Chile y Ecuador. Publicación de la Federación Internacional de Universidades Católicas, a través de ediciones UCSH, Santiago, Chile, 2008, pp. 165-205. ISBN 978-956-7947-76-8.
- BAEZA, J. (2007) Aspectos metodológicos para acercarse al mundo de la vida y las transformaciones culturales de la juventud. Capítulo del libro de Ricardo Salas Astrain (editor): Sociedad y Mundo de la Vida a la luz del pensamiento fenomenológico-hermenéutico actual. Ediciones Universidad Católica Silva Henríquez, 2007, pp. 225-244. ISBN 956-7947-51-1.

#### Artículos científicos en revistas extranjeras con Comité Editorial
- BAEZA, J. (2020): Un necesario aggiornamiento antropológico de la educación. Artículo elaborado do Nelson Rodríguez. Revista Educatio Catholica Congregazione per l’Educazione Cattolica. Città del Vaticano (en prensa).
- BAEZA, J. (2018) Educar al humanismo solidario. Una lectura desde América Latina. Revista Educatio Catholica. Anno IV – 3/2018. Congregazione per l’Educazione Cattolica. Città del Vaticano; páginas 103 - 116.
- BAEZA, J. (2015) Sujetos de la educación: algunas reflexiones sobre estudiantes, docentes, familias, instituciones educativas y sociedad. Revista Educatio Catholica. Anno 1 – 3/4 2015. Congregatio de institutione catholica. Ed. Librería Editrice Vaticano, Città del Vaticano; páginas 23 a 32.
- BAEZA, J. (2015) Una distancia en educación que atenta contra la democracia: el caso de la segmentación educacional en Chile. Revista EducA, International Catholic Journal of Education. N.º 1; París, Francia. ISSN 2183-5136. Editada por la Association for Catholic Institutes for the Study of Education –ACISE (FIUC member). Sin muneración de página. En: http://educa.fmleao.pt/no1-2015/una-distancia-en-educacion-que-atenta-contra-la-democracia-el-caso-de-la-segmentacion-educacional-en-chile/
- BAEZA, J. (2014) Los desafíos sociales y culturales que interpelan al sistema educativo. Revista Seminarium (della Congregazione per l’Educazione Cattolica). Nova Series Anno LIV N.º 1-2, ianuario - iunio, Ed. Librería Editrice Vaticana, Città del Vaticano; páginas 51 a 60.
- BAEZA, J. (2013) “Ellos” y “Nosotros”: la (des)confianza de los jóvenes en Chile. Revista Latinoamericana de Ciencias Sociales, Niñez y Juventud Colombia 11 (1), Ed. CINDE, Manizales, Colombia; páginas 273 a 286. En: http://www.redalyc.org/articulo.oa?id=77325885019
- BAEZA, J. (2013) Educación Superior e Inclusión Social: una perspectiva desde las Instituciones Universitarias Salesianas. Revista Educación y Futuro N.º 28, CES Don Bosco, Madrid, España; páginas 201 a 222. En: http://www.cesdonbosco.com/documentos/revistaeyf/EYF_28.pdf
- BAEZA, J. y SANDOVAL, M. (2009) Nuevas Prácticas Políticas en Jóvenes de Chile: Conocimientos acumulados 2000-2008. En Revista Latinoamericana de Ciencias Sociales, Niñez y Juventud Vol. 7 N.º 2 Extra. Ed. CINDE, Manizales, Colombia, páginas 1379 a 1403. En: https://web.archive.org/web/20160304115425/http://ceju.ucsh.cl/nuevaspracticaspoliticasenjovenesdechile.pdf
- BAEZA, J. (2006) El discurso de la droga en los jóvenes: investigaciones cualitativas en Chile. En: Revista Universidad de San Buenaventura, julio-diciembre de 2006, N.º 25, Volumen 12, Medellín Colombia; páginas 165 a 191.

#### Artículos científicos en revistas chilenas con Comité Editorial
- BAEZA, J. (2018) Ser joven hoy: Una visión sociológica al joven de nuestros días. Revista Testimonio N.º 287, mayo-junio de 2018, editada por la Conferencia de Religiosos y Religiosas de Chile (CONFERRE); pp. 7-14.
- BAEZA, J. (2011): Juventud y confianza social en Chile. En Revista Última Década. Ed. CIDPA Valparaíso, Chile; Vol. N.º 34, pp. 73-92, SCIELO. En: http://www.redalyc.org/articulo.oa?id=19518452007
- BAEZA, J.; HERRERA, H. y SANDOVAL, M (2009) Uso/abuso de drogas. Trayectoria y prevención en jóvenes de contexto vulnerable. Revista de la Academia 2009, Universidad Academia de Humanismo. N.º 14, pp. 29-49. En: http://bibliotecadigital.academia.cl/bitstream/handle/123456789/2773/029-049.pdf?sequence=1&isAllowed=y
- BAEZA, J. (2008) La (des)confianza de los jóvenes en Chile: un desafío a la educación. En Revista Pensamiento Educativo Pontificia Universidad Católica de Chile, Vol. 42, junio 2008 pp. 77-94. LATINDEX / CLASE. En. http://pensamientoeducativo.uc.cl/index.php/pel/article/view/432/885 Archivado el 4 de marzo de 2016 en Wayback Machine.
- BAEZA, J. (2008): El diálogo cultural de la escuela y en la escuela. En Revista Estudios Pedagógicos Vol. XXXIV, N.º 2, Universidad Austral de Chile; pp. 193-206. En: http://www.scielo.cl/scielo.php?script=sci_arttext&pid=S0718-07052008000200012
- BAEZA, J. (2007): La construcción de trayectorias en sociedades menos reguladas: desafíos al trabajo de orientación escolar en educación secundaria. En Revista Foro Educacional N.º 12 Segunda Época, 2.º semestre 2007, pp. 235-262. EN: http://dialnet.unirioja.es/servlet/articulo?codigo=2952407
- BAEZA, J. y SANDOVAL, M. (2007): Configuración de valores en jóvenes estudiantes secundarios de la Región Metropolitana. En Revista Boletín de Investigación Educacional, Pontificia Universidad Católica de Chile, N.º 23, pp. 27-61.
- BAEZA, J. (2007): Valores y valoraciones presentes en los jóvenes chilenos en Revista Observatorio de Juventud, editada por el Instituto Nacional de la Juventud de Chile. Año 4, número 15; pp. 60-68.
- BAEZA, J. (2006): Demandas y organización de los estudiantes secundarios: una lectura sociológica más allá de fronteras y análisis coyunturales. En: Revista Temas Sociológicos. N.º 11, pp. 263-298. En: http://biblioteca.clacso.edu.ar/ar/libros/chile/ceju/demandas.pdf